# Amman Civil Airport
Amman Civil Airport, ook bekend als Marka International Airport, is een internationale luchthaven in de Jordaanse hoofdstad Amman. Ze ligt in het district Marka, ongeveer 5 km ten noordoosten van het centrum van Amman.
Het vliegveld werd in 1950 gebouwd door de Britten voor civiel en militair gebruik, dit door de Royal Air Force die ze als RAF Amman aanduidde. Sedert 2009 wordt het uitgebaat door de Jordan Airports Company.
Voordat Queen Alia International Airport opende in 1983, was dit de belangrijkste luchthaven van Jordanië. Nadien bleef ze een regionale luchthaven voor vluchten binnen Jordanië en naar min of meer nabije buitenlandse bestemmingen zoals Cairo, Damascus of Bagdad, evenals voor charter- en privévluchten. Ze is de thuisbasis van de chartermaatschappij Arab Wings. Ze is ook een centrum voor luchtvaarttraining. De Royal Jordanian Air Academy is er gevestigd, evenals Queen Noor Civil Aviation Technical College dat technische opleidingen aanbiedt voor luchthavenpersoneel. Zowel Arab Wings als de Royal Jordanian Air Academy en Queen Noor Technical College behoren tot de International Wings Group.
De luchthaven wordt nog steeds zowel civiel als militair gebruikt. De militaire benaming is King Abdullah I Airbase. De basis van de Koninklijke Jordaanse luchtmacht herbergt militaire transportvliegtuigen en helikopters.